# Zbigniew Wrzos
Zbigniew Wrzos (ur. 12 września 1950 we Wrocławiu) – polski gitarzysta, basista, wokalista (głównie wokal wspierający) rockowy i popowy, kompozytor.

## Życiorys
Uczęszczał na zajęcia muzyczne przy Miejskim Domu Kultury we Wrocławiu. Debiutował w 1967 roku jako gitarzysta zespołu Błękitne Cienie. W styczniu 1968 roku wszedł w skład Drumlersów z którymi w marcu zadebiutował w Telewizyjnej Giełdzie Piosenki, a następnie wystąpił m.in. na II Musicoramie, VI KFPP w Opolu, w Non Stopie w Kołobrzegu, czy na I Festiwalu Pieśni Zaangażowanej w Zabrzu. Z zespołem tym wystąpił także w programie prezentującym piosenki z jego repertuaru i noszącym tytuł Drumlersi (1968) oraz w filmie fabularnym pt. Przygoda z piosenką w reż. Stanisława Barei – zaprezentował m.in. dwie kompozycje Marka Sarta do słów Jerzego Jurandota pt. Osiołkowi w żłoby dano... i Obcy księżyc w wykonaniu wokalnym Haliny Frąckowiak (pod pseudonimem Sonia Sulin) i w aranżacji Leszka Bogdanowicza i Andrzeja Mundkowskiego. W latach 1969–1973 był gitarzystą i wokalistą grupy Pakt z którą występował we wrocławskich klubach, na festiwalach (m.in. II Młodzieżowy Festiwal Muzyczny w Chorzowie, gdzie zespół zajął IV miejsce i otrzymał nagrodę CRZZ, czy koncert Popołudnie z młodością w ramach VII KFPP Opole '69), a także w śpiewogrze autorstwa Katarzyny Gaertner i Ernest Brylla zatytułowanej Na szkle malowane (Opowieść o Janosiku), której premiera odbyła się 6 marca 1970 roku w Operetce Dolnośląskiej we Wrocławiu. Ponadto wraz z zespołem Pakt, regularnie i często nagrywał w Polskim Radio Wrocław oraz w TVP3 Wrocław (w latach istnienia formacji wydano jedynie dwie EP-ki). W 1974 roku grupa przekształciła się w Super Pakt (zespół zarejestrował w Dużym Studiu PR Wrocław, trzy utwory), a po jej rozpadzie w 1975 został basistą i wokalistą grupy Romuald & Roman. W późniejszych latach grał w zespołach: Florida Band (1976–1990), Night Express (1990–2000) i Radis Show Band (2000–2013).

## Dyskografia[6]

### Płyty (EP, LP)
- Piosenki z filmu „Przygoda z piosenką” (EP, Muza N 0550, 1968 – kompilacja)[7]
- Złote lata polskiego big beatu 1968 vol. 2 (LP Muza SX 3054, 1992 / MC Muza CK 1243, 1992)[2]

### Nagrania radiowe[2]
- Polskie Radio (1968): Wymyśliłam nas (voc. S. Sulin), Napisz kilka słów (voc. S. Sulin) Co ma piernik do wiatraka (voc. S. Sulin), Chłopcy z naszych stron (voc. S. Sulin), Osiołkowi w żłoby dano (voc. S. Sulin), Cwaniara (voc. S. Sulin), Od kochania nikt nie umarł (voc. A. Bem), Mój wujaszek Walenty (voc. T. Prokop), Rydwan, Beat-sztajer, Preludium c-moll F. Chopina (instr.), Skrzydła wiatraka (instr.)

### Płyty (EP, PD, CD)
- Milczy kamień przy drodze (EP, Muza N 0603, 1970)
- Żołnierz wraca pod dach (PD KP-165 Muza, 1970)
- Polubić (EP, Muza N 0652, 1971)
- Z Archiwum Polskiego Radia vol. 6: Grupa Pakt. Nagrania radiowe z lat 1969–2000 (2xCD, Polskie Radio PRCD 1066-67, 2007 – w tym trzy utwory Super Paktu z 1974 roku: Romantyczny świat, Dookoła nas, Uciekajmy[5])

### Płyty (LP, CD)
- Z Archiwum Polskiego Radia vol. 5: Romuald i Roman. Nagrania radiowe z lat 1968–1976 (2xCD, Polskie Radio PRCD 1066-67, 2007)
- The Polish Psychedelic Trip Vol. II 1969-1976 (CD, Kameleon Records KAMLP 23, 2019)